# Rafael Erich
Rafael Waldemar Erich (Turku, 10 giugno 1879 – Helsinki, 19 febbraio 1946) è stato un politico finlandese.

## Biografia
Dopo gli studi che lo portarono alla laurea in legge, l'università di Uppsala lo premiò con una laurea honoris causa in giurisprudenza. Nella politica riuscì ad arrivare alla carica di Primo ministro della Finlandia, mentre riuscì ad ottenere importanti successi internazionali in ambito diplomatico.
Mikko Erich era suo fratello.